# Marek Perepeczko
Marek Perepeczko est un acteur polonais, né le 3 avril 1942 à Varsovie et mort le 16 novembre 2005 à Częstochowa.

## Filmographie

### Cinéma
- 1966 : Zejście do piekła – Odyn Schweiser
- 1968 : Wilcze echa – Aldek Piwko
- 1969 : Pan Wołodyjowski – Adam Nowowiejski
- 1969 : Polowanie na muchy
- 1970 : Przygoda Stasia – Józef Szarak
- 1970 : Le Bois de bouleaux – Michał
- 1971 : Motodrama – Niuniek
- 1972 : Les Noces  – Jasiek
- 1972 : Pilatus und andere - Ein Film für Karfreitag – Marcus - soldat romain
- 1974 : Awans – Antek
- 1974 : Janosik – Juraj Jánošík
- 1979 : Smrt stopařek - Charvát
- 1997 : Sara de Maciej Slesicki – Józef, père de Sara
- 1998 : Darmozjad polski  - un chanteur
- 1999 : Pan Tadeusz - Quand Napoléon traversait le Niemen – Maciej Dobrzyński
- 2004 : Atrakcyjny pozna panią...  – Henryk
- 2006 : Dublerzy – Don Corazzi

### Télévision
- 1968-1970 : Gniewko, syn rybaka (série télévisée) – Gniewko
- 1969 : Przygody pana Michała (série télévisée) – Adam Nowowiejski
- 1970 : Kolumbowie (série télévisée) – Malutki
- 1973 : Janosik (série télévisée) – Juraj Jánošík
- 1979 : Zycie na goraco (série télévisée) - Hermann
- 1996 : Bar Atlantic (série télévisée)
- 1997-2000 : 13 posterunek (série télévisée) – le commandant Władysław Słoik
- 2006 : Dublerzy (série télévisée) – Corazzi